# Municipio de Kearney (Misuri)
El municipio de Kearney (en inglés: Kearney Township) es un municipio ubicado en el condado de Clay en el estado estadounidense de Misuri. En el censo de los Estados Unidos de 2020 tenía una población de 10 404 habitantes y en lo de 2010 una densidad poblacional de 649,1 personas por mi² (250.6 por km²).

## Geografía
El municipio de Kearney se encuentra ubicado en las coordenadas 39°23′27″N 94°23′24″O / 39.39083, -94.39000. Según la Oficina del Censo de los Estados Unidos, en 2010 el municipio tenía una superficie  de tierra de 12,91 millas cuadradas (33,4 km²).

## Demografía
Según el censo de 2010, había 13509 personas residiendo en el municipio de Kearney. La densidad de población era de 81,16 hab./km². De los 13509 habitantes, el municipio de Kearney estaba compuesto por el 96.61% blancos, el 0.41% eran afroamericanos, el 0.36% eran amerindios, el 0.4% eran asiáticos, el 0.06% eran isleños del Pacífico, el 0.55% eran de otras razas y el 1.61% pertenecían a dos o más razas. Del total de la población el 2.85% eran hispanos o latinos de cualquier raza.